# Sindoropsis letestui
Sindoropsis letestui är en ärtväxtart som först beskrevs av François Pellegrin, och fick sitt nu gällande namn av J.Leonard. Sindoropsis letestui ingår i släktet Sindoropsis och familjen ärtväxter. Inga underarter finns listade i Catalogue of Life.